# 圓腹短角單棘魨
黄鳍马面鲀（学名：Thamnaconus hypargyreus），又名圓腹短角單棘魨，为马面鲀属的鱼类，為熱帶海水魚，分布于日本以及中国南海、东海等海域。该物种的模式产地在东海深海、福建福鼎外海、长江口外海，體長可達17.8公分，棲息在沙底質亞潮帶，生活習性不明。